# آنونیما پترولی ایتالیانا
آنونیما پترولی ایتالیانا (انگلیسی: Anonima Petroli Italiana) شرکت نفت و گاز ایتالیایی است، که در سال ۱۹۳۳ تأسیس شد.